# Gustot
Gustot(mađ. Husztót) je selo u južnoj Mađarskoj.
Zauzima površinu od 6,75 km četvornih.

## Zemljopisni položaj
Nalazi se na 46° 10' sjeverne zemljopisne širine i 18° 5' istočne zemljopisne dužine. Abaliget je 2 km jugoistočno, Kovácsszénája je 500 m istočno, Orfű je 4,5 km jugoistočno, Đabir je 2,5 km sjeveroistočno, Kishajmás je 1,5 km sjeverno, Korvođa je 2,5 km jugozapadno, Szentkatalin je 2,5 km zapadno, Kisbeszterce je 5 km sjeverozapadno. 3 km jugoistočno se nalazi Pečuško jezero.

## Upravna organizacija
Upravno pripada Pečuškoj mikroregiji u Baranjskoj županiji. Poštanski broj je 7678.

## Promet
Nalazi se uz željezničku prometnicu, ali se u Gustotu ne nalazi željeznička postaja.

## Stanovništvo
Gustot ima 65 stanovnika (2001.).

## Vanjske poveznice
- Gustot na fallingrain.com